# كيني توماس (كرة سلة)
كيني توماس (بالإنجليزية: Kenny Thomas)‏ مواليد 25 يوليو 1977 في أتلانتا، هو لاعب كرة سلة أمريكي سابق بدأ مسيرته الاحترافية في سنة 1999 وحمل الرقم 21 و9. اعتزل اللعب في 2010.

## فرق لعب لها
- هيوستن روكتس
- فيلادلفيا سفنتي سيكسرز
- سكرامنتو كينغز

## روابط خارجية
- كيني توماس على موقع إن بي أي (الإنجليزية)
- كيني توماس على موقع سبورتس رفرنس (الإنجليزية)
- كيني توماس على موقع كرة السلة الأوروبية.كوم (الإنجليزية)
- كيني توماس على موقع كلية كرة السلة في سبورتس رفرنس.كوم (الإنجليزية)
- كيني توماس على موقع ريلجم (الإنجليزية)
- كيني توماس على موقع بروبوليرز (الإنجليزية)
- كيني توماس على موقع قاعة نيو مكسيكو للمشاهير الرياضية (الإنجليزية)